# Bror Pettersson
Bror Gunnar Pettersson, švedski hokejist, * 31. januar 1924, Stockholm, Švedska, † 15. oktober 1978, Stockholm.
Pettersson je vso kariero igral za klub Hammarby IF v švedski ligi, kjer je v sezonah 1941/42, 1944/45 in 1950/51 osvojil naslov švedskega državnega prvaka.
Za švedsko reprezentanco je nastopil na Olimpijskih igrah 1948 in Svetovnem prvenstvu 1947, kjer je z reprezentanco osvojil srebrno medaljo. Skupno je odigral 23 reprezentančnih tekem.

## Statistika kariere
Odebeljeno - reprezentančni nastopi, glej tudi Statistika pri hokeju na ledu.
| Moštvo      | Liga         | Sezona |    | Redni del | Redni del | Redni del | Redni del | Redni del | Redni del |   | Končnica | Končnica | Končnica | Končnica | Končnica | Končnica |
| ----------- | ------------ | ------ | -- | --------- | --------- | --------- | --------- | --------- | --------- | - | -------- | -------- | -------- | -------- | -------- | -------- |
| Moštvo      | Liga         | Sezona | OT | G         | P         | T         | +/-       | KM        | OT        | G | P        | T        | +/-      | KM       |          |          |
| Hammarby IF | Švedska liga | 41/42  |    |           | 0         |           | 0         |           |           |   |          |          |          |          |          |          |
| Hammarby IF | Švedska liga | 44/45  |    |           | 5         |           | 5         |           |           |   |          |          |          |          |          |          |
| Hammarby IF | Švedska liga | 45/46  |    |           | 5         |           | 5         |           |           |   |          |          |          |          |          |          |
| Hammarby IF | Švedska liga | 46/47  |    |           | 7         |           | 7         |           |           |   |          |          |          |          |          |          |
| Hammarby IF | Švedska liga | 47/48  |    |           | 7         |           | 7         |           |           |   |          |          |          |          |          |          |
| Hammarby IF | Švedska liga | 48/49  |    |           | 10        |           | 10        |           |           |   |          |          |          |          |          |          |
| Hammarby IF | Švedska liga | 49/50  |    |           | 1         |           | 1         |           |           |   |          |          |          |          |          |          |
| Hammarby IF | Švedska liga | 50/51  |    |           | 1         |           | 1         |           |           |   |          |          |          |          |          |          |
| Hammarby IF | Švedska liga | 51/52  |    |           | 10        |           | 10        |           |           |   |          |          |          |          |          |          |
| Hammarby IF | Švedska liga | 55/56  |    |           | 0         |           | 0         |           |           |   |          |          |          |          |          |          |
| Skupaj      |              |        |    |           | 46        |           | 46        |           |           |   |          |          |          |          |          |          |